# Persönliche Entgeltpunkte
Die persönlichen Entgeltpunkte (pEP) sind gemäß § 66 SGB VI die aufgrund des Zugangsfaktors um Ab- bzw. Zuschläge angepassten Summe an Entgeltpunkten aus dem persönlichen Versicherungsverlauf. Die persönlichen Entgeltpunkte sind gemäß § 63 Absatz 4 SGB VI Grundlage für die Höhe der persönlichen monatlichen Rente (siehe auch Rentenformel).
Der Zugangsfaktor (also die Ab- bzw. Zuschläge) von 'persönlichen Entgeltpunkten', aus denen bereits eine Rente gezahlt wurde, bleibt grundsätzlich auch bei einer späteren erneuten Rente bestehen (§ 77 SGB VI). Dies gilt nicht für die Hälfte der Entgeltpunkte, die einer Rente wegen teilweiser Erwerbsminderung zugrunde lagen. Unter bestimmten Umständen wird für volle Kalendermonate, in denen eine einmal bewilligte Rente aufgrund persönlicher Entgeltpunkten (teilweise) nicht gezahlt wird, der Zugangsfaktor und damit die Zahl der persönlichen Entgeltpunkte erhöht. War der Zugangsfaktor der persönlichen Entgeltpunkte zuvor kleiner 1,000, wird der Zugangsfaktor für die ruhenden persönlichen Entgeltpunkte je Kalendermonat um 0,003 erhöht, höchstens bis zum Wert von 1,000. Werden persönliche Entgeltpunkte auch nach Erreichen der Regelaltersgrenze nicht in Anspruch genommen, wird der Zugangsfaktor je Kalendermonat um 0,005 erhöht.

## Beispiel
- Eine Frau, Jahrgang 1951, hat mit Vollendung des 60. Lebensjahres 30 Entgeltpunkte erworben und bezieht ab diesem Zeitpunkt eine Altersrente für Frauen.
Das maßgebliche Rentenalter für die Abschläge ist in diesem Fall das 65. Lebensjahr, der Zugangsfaktor beträgt 0,820 = 1,000 − 0,18 (Abschlag: 5 Jahre × 12 Monate × 0,003/Monat).
Die Anzahl an persönlichen Entgeltpunkten beträgt 0,820 × 30 = 24,6.

- Mit dem 62. Lebensjahr beginnt die Frau erneut zu arbeiten und bezieht daher nur noch 2⁄3 der Vollrente.
1⁄3 der persönlichen Entgeltpunkte (1⁄3 × 24,6 = 8,2) wird nun nicht mehr in Anspruch genommen.

- Wenn sie dann mit 65 aufhört zu arbeiten und wieder ihre volle Rente bezieht, dann lägen dieser zum einen die 2⁄3-Rente wie bisher zu Grunde.
Zum zweiten würde der Zugangsfaktor für die ruhenden 8,2 Entgeltpunkte um 0,003 je Monat (36 Monate) erhöht, also 0,82 + 36 × 0,003 = 0,928. Damit würde die Zahl der ruhenden Entgeltpunkte um 1,08 auf 10 × 0,928 = 9,28 persönliche Entgeltpunkte erhöht.
Statt 24,6 würden der Altersrente nun also 24,6 + 1,08 = 25,68 persönliche Entgeltpunkte zugrunde liegen.

- Hinzu kämen noch Entgeltpunkte, welche die Frau aufgrund der Erwerbstätigkeit ab dem 62. Lebensjahr zusätzlich erworben hat, diese spielen allerdings für diese Beispielrechnung keine Rolle.